# Cesarstwo Środkowoafrykańskie
Cesarstwo Środkowoafrykańskie – oficjalna nazwa, pod jaką w okresie istnienia monarchii (w latach 1976–1979) funkcjonowała Republika Środkowoafrykańska.
Środkowoafrykański dyktator Jean-Bedel Bokassa, który w 1966 w wyniku przewrotu wojskowego przejął władzę w Republice, w 1976 rozwiązał rząd i ogłosił republikę monarchią. 4 grudnia 1977 koronował się na cesarza Cesarstwa Środkowoafrykańskiego i przyjął imię Bokassa I. Ogromna ceremonia koronacyjna kosztowała 20 mln USD. Bokassa starał się wprowadzić monarchię absolutną, a jego rządy przeszły do historii jako bardzo okrutne. Pomimo wcześniejszego wsparcia, jakie Francja udzielała Bokassie w zamian za możliwość eksploatacji rudy uranu, w 1979 francuski prezydent Valéry Giscard d'Estaing wysłał oddział komandosów, którzy pomogli przeprowadzić zamach stanu przeciw Bokassie. Bezpośrednim powodem zmiany polityki była masakra uczniów, w której zginęło około 200 dzieci. Po przewrocie została przywrócona republika, z czym wiązał się powrót do poprzedniej nazwy kraju.